# Scuola Grande della Misericordia
La Scuola Grande de Santa Maria della Misericordia (ou Santa Maria di Valverde) abritait une école de dévotion et de charité des flagellants de Venise, active de 1308 à 1806. Elle est située aux fondamenta de la Misericordia et au campo dell'Abazia dans le sestiere de Cannaregio.